# Roman Izmajlov
Roman Igorevič Izmajlov (in russo Роман Игоревич Измайлов?; 12 ottobre 1990) è un tuffatore russo.
Ha vinto la medaglia di bronzo ai Campionati mondiali di nuoto di Kazan' 2015 nel concorso dei tuffi dalla piattaforma 10 metri sincro.

## Palmarès
- Campionati mondiali di nuoto

Kazan' 2015: bronzo nella piattaforma 10 m sincro.
- Campionati europei giovanili di nuoto

Belgrado 2008: bronzo nella piattaforma 10 m
- Universiadi

Taipei 2017: oro nella piattaforma sincro 10m.